# 奧西夫齊 (卡明-卡希爾西基區)
51°40′30″N 24°54′29″E / 51.67500°N 24.90806°E
奧西夫齊（烏克蘭語：Осівці），是烏克蘭西北部的村莊，隸屬沃倫州的卡明-卡希爾斯基區。該村面積2.81平方公里，海拔高度158米，2025年人口1,196，人口密度每平方公里425.47人。